# Registro Oficial de Ecuador
El Registro Oficial del Ecuador es el medio de publicación de las leyes, decretos y otras normas jurídicas emanadas de las funciones del Estado y los Gobiernos Autónomos Descentralizados. Además se publican ciertos actos públicos y privados de inserción obligatoria.
Fue creado por Eloy Alfaro expresidente de la república, el 1 de julio de 1895. Su primera publicación fue el Registro Oficial n.º 1 del 1 de julio de 1895, emitido en la ciudad de Guayaquil.